# Denver Harbor
I Denver Harbor sono stati un gruppo alternative rock statunitense originario di San Diego (California) e attivo dal 2002 al 2006.
La band comprendeva alcuni ex membri dei Fenix TX e ha prodotto un solo album in studio.

## Formazione
- Will Salazar – voce, chitarra
- Chris Lewis – chitarra
- Aaron Rubin – basso
- Ilan Rubin – batteria

## Discografia
Album studio
- 2004 - Scenic

EP
- 2003 - Extended Play